# Christoph Etzlstorfer

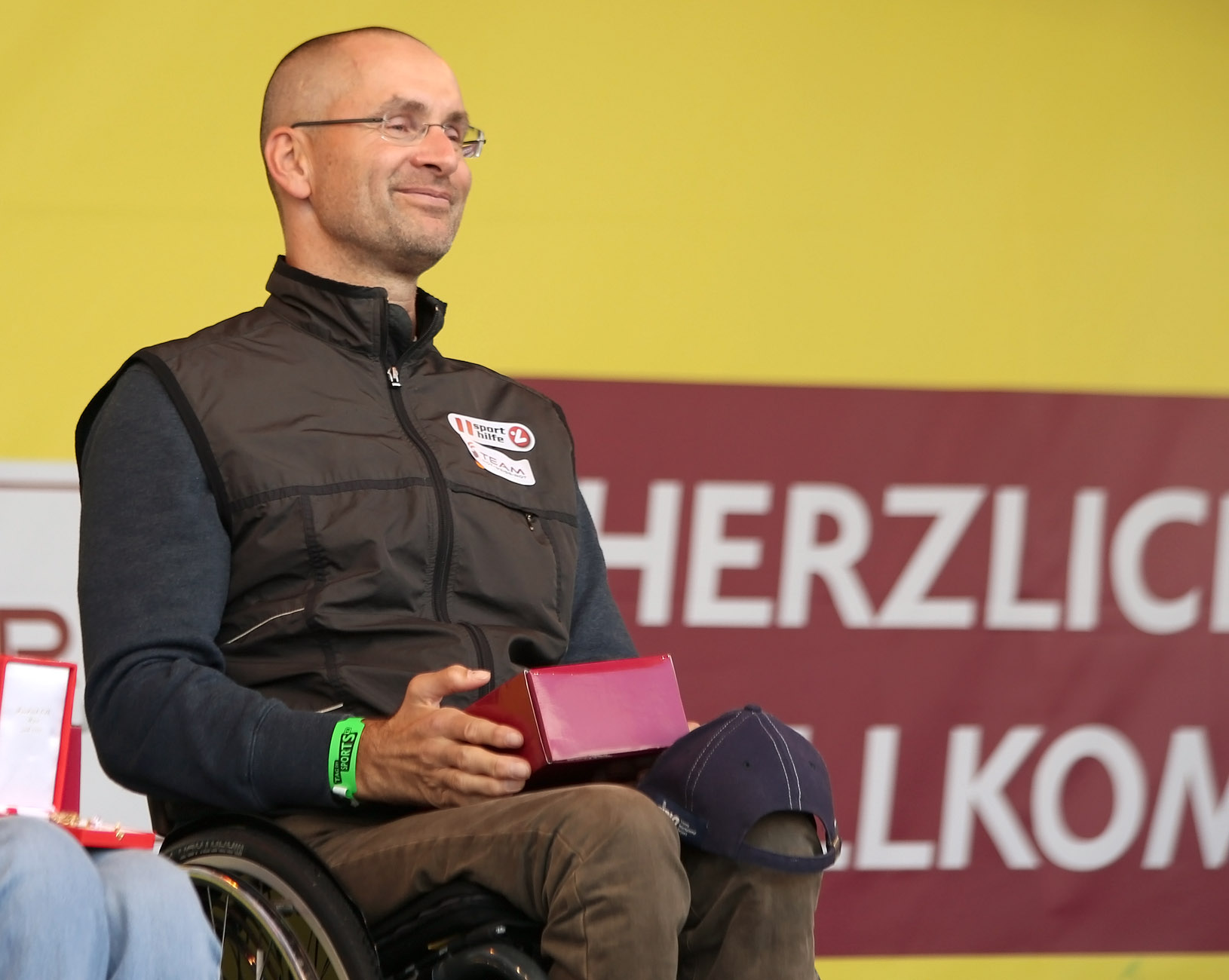
Christoph Etzlstorfer (2013)

Christoph Etzlstorfer (* 1963 in Linz) ist ein österreichischer Chemiker und  Rollstuhl-Leichtathlet.

## Leben
Etzlstorfer erlitt 1981 durch einen Unfall beim Schulsport eine Querschnittlähmung, legte 1983 die Matura ab und schloss sein naturwissenschaftliches Studium 1993 mit der Promotion ab. Seitdem ist er Assistent am Institut für Chemie der Johannes-Kepler-Universität Linz und arbeitet im Bereich der organischen Chemie.
Seit 1984 nahm er an zahlreichen großen Wettkämpfen in der Rollstuhl-Leichtathletik teil, unter anderem auch bei den Paralympics. 1996 und 2004 wurde er zum Sportler des Jahres in Oberösterreich gewählt. Seit 1997 arbeitet er auch als Trainer; außerdem engagiert er sich in vielfältiger Weise im und für den Behindertensport.

## Erfolge
- 2004 Sportler des Jahres in Oberösterreich
- 2004 Paralympics Athen/Gre: Handbike Bronze Straßenlauf und Gold im Zeitfahren
- 2003 Europameisterschaft Handbike Teplice/Cze: Silber Straßenlauf und Zeitfahren
- 2003 Europameisterschaft Assen/Hol: Silber Marathon
- 2002 Weltmeisterschaft Lille/Fra: Vierter Platz im Marathon
- 2001 Europameisterschaft Rollstuhl-Marathon Oensingen/Sui: Gold
- 2000 Paralympics Sydney/Aus: Silber Marathon, Bronze 1500 m
- 2000 Weltrekord Marathon Berlin/Ger
- 1999 Europameisterschaft Rollstuhlmarathon Marathon Rotterdam/Hol: Gold
- 1998 Weltrekord Marathon Berlin/Ger
- 1998 Weltmeisterschaft Birmingham/UK: Silber 5000 m und Marathon
- 1998 Weltrekord 10.000 m Bahn Jona/Sui
- 1997 Weltrekord Marathon Wr. Neustadt/Aut
- 1996 Sportler des Jahres in Oberösterreich
- 1996 Paralympics Atlanta/USA: Fünfter Platz Marathon
- 1996 Weltrekord Marathon Sempach/Sui
- 1995 Weltrekord 10.000 m Bahn Yverdon/Sui
- 1994 Behindertensportler des Jahres in Österreich
- 1994 Weltmeisterschaft Berlin/Ger: Gold und Weltrekord 10.000 m, Silber 1500 m, 5000 m und Marathon
- 1993 Weltrekord 10.000 m Bahn Nottwil/Sui
- 1992 Paralympics Barcelona/Esp: Silber Marathon, Bronze 5000 m
- 1991 Weltrekord 10.000 m Bahn Wil/Sui
- 1990 Weltrekord Marathon Oita/Jpn
- 1990 Weltmeisterschaft Assen/Hol: Gold Marathon, Bronze 1500 m
- 1988 Paralympics Seoul/Kor: Bronze Fünfkampf
- 1986 World Games Gothenborg/Swe: Gold Speerwurf

## Auszeichnungen
- 2001 Silbernes Ehrenzeichen für Verdienste um die Republik Österreich
- 2004 Goldenes Ehrenzeichen für Verdienste um die Republik Österreich

- 2009 Silbernes Verdienstzeichen des Landes Oberösterreich